# Ermida de São Pedro (Lajes)
A Ermida de São Pedro é um templo religioso católico português localizado no concelho das Lajes do Pico, ilha do Pico, arquipélago dos Açores.
Este pequeno templo é a mais antiga construção religiosa do concelho das Lajes e da ilha do Pico no seu todo. Apresenta-se como um curioso templo com origem na ordem franciscana, que foi, afirma a tradição oral erguido no local onde desembarcaram os primeiros povoadores.
Esta ermida teve como primeiro pároco, ão só da ermida, mas da própria ilha, Frei Pedro Gigante, que é considerado pelos historiadores como tendo sido o introdutor da casta Verdelho na ilha.